# Bloedrode heidelibel
De bloedrode heidelibel (Sympetrum sanguineum) is een echte libel (Anisoptera) uit de familie van de korenbouten (Libellulidae).
De libel is in grote delen van zijn areaal een algemene soort die te herkennen is aan de dieprode kleur, hoewel het niet de enige rode libel is. Het is met een spanwijdte tot 6 centimeter een middelgrote soort.
De bloedrode heidelibel komt voor in grote delen van Europa, waaronder België en Nederland. Het is een generalist die rond verschillende wateren leeft en een van de meest voorkomende heidelibellen (geslacht Sympetrum).

## Kenmerken

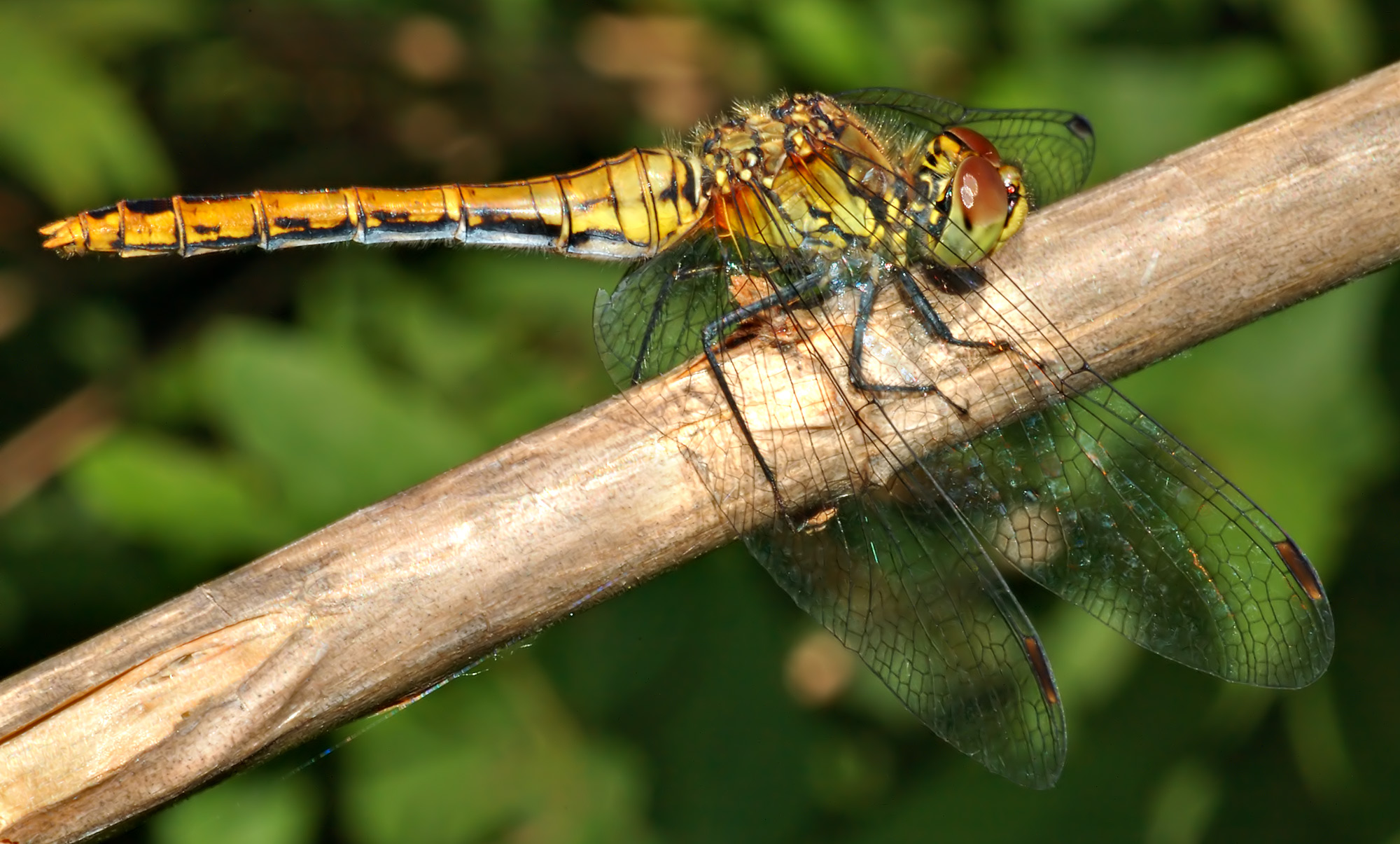
Rustend vrouwtje

De bloedrode heidelibel dankt zijn naam aan de dieprode kleur van de mannetjes, de vrouwtjes zijn geel. De soortnaam sanguinea betekent 'bloedrood'. In andere talen verwijst de naam ook naar de rode kleur, zoals in het Engelse ruddy darter dat 'rode libel' betekent.
De lichaamslengte ligt tussen 34 en 36 millimeter, de spanwijdte is 50 tot 60 millimeter.
De ogen raken elkaar aan de bovenzijde. Het voorhoofd en de ogen van het mannetje zijn roodbruin, die van het vrouwtje bruin.
Het borststuk is roodbruin. De vleugels zijn doorzichtig en hebben geen vlekken of dwarsbanden. De vleugelbasis is oranje aangelopen. De kleur wordt veroorzaakt door een fijne oranje beharing. De oranje zone is groter dan die bij de bruinrode (Sympetrum striolatum) en steenrode heidelibel (Sympetrum vulgatum), maar het is geen echte oranje vlek zoals bij de geelvlekheidelibel (Sympetrum flaveolum). Het pterostigma is bij mannetjes roodbruin, bij vrouwtjes bruin.
Het achterlijf is bij mannetjes helder rood, met kleine zwarte vlekken op de achterste segmenten. Ook aan de onderzijde van het achterlijf zitten zwarte vlekjes. Bij het mannetje is het achterlijf duidelijk ingesnoerd ter hoogte van vierde segment, waardoor een enigszins knotsvormige achterlijfspunt ontstaat. Het achterlijf van het vrouwtje is in eerste instantie geel maar wordt later bruingeel. Jonge mannetjes hebben een geelbruin achterlijf. Als ze zijn uitgekleurd, wat enkele dagen kan duren, komt de rode kleur tevoorschijn. Tot die tijd zijn ze makkelijk met vrouwtjes te verwarren. Bij oudere vrouwtjes kan het achterlijf soms wat rood kleuren, maar nooit zo bloedrood als bij de mannetjes.
De opvallend rode mannetjes zijn op het eerste gezicht te verwarren met andere roodgekleurde soorten zoals de vuurlibel. Van andere heidelibellen zijn zowel het mannetje als het wijfje echter relatief eenvoudig te onderscheiden door de volledig zwarte poten. De gelijkende vuurlibel heeft rode poten.

### Onderscheid met andere soorten
De bloedrode heidelibel kan verward worden met verschillende andere soorten waarvan de mannetjes rood zijn. In de onderstaande tabel zijn de belangrijkste verschillen opgesomd met gelijkende libellen die voorkomen in westelijk Europa.
| Soort                                         | afbeelding | kleur                                                         | lengte (mm) | poten                  | overig                                                           |
| --------------------------------------------- | ---------- | ------------------------------------------------------------- | ----------- | ---------------------- | ---------------------------------------------------------------- |
| Vuurlibel (Crocothemis erythraea)             |            | vuurrood                                                      | 36 – 45     | rood                   | breed achterlijf, oranje vlek aan vleugelbasis                   |
| Bruinrode heidelibel (Sympetrum striolatum)   |            | rood, minder intens dan bij bloedrode en steenrode heidelibel | 35 – 44     | zwart met gele strepen | geen doorlopende oogstreep                                       |
| Zwervende heidelibel (Sympetrum fonscolombii) |            | rood, zwarte strepen aan achterlijfpunt                       | 33 – 40     | zwart met gele strepen | onderzijde van de ogen blauw, oranje vlek aan vleugelbasis       |
| Geelvlekheidelibel (Sympetrum flaveolum)      |            | rood, onderzijde zwart                                        | 32 – 37     | zwart met gele strepen | grote oranje vlek aan vleugelbasis                               |
| Steenrode heidelibel (Sympetrum vulgatum)     |            | rood, maar niet zo fel als de bloedrode heidelibel            | 35 – 40     | zwart met gele strepen | zijkant achterlijf bruin, oogstreep loopt door lang ogen         |
| Bandheidelibel (Sympetrum pedemontanum)       |            | bloedrood                                                     | 28 – 35     | geheel zwart           | makkelijk te onderscheiden door de donkere banden op de vleugels |

## Levenswijze

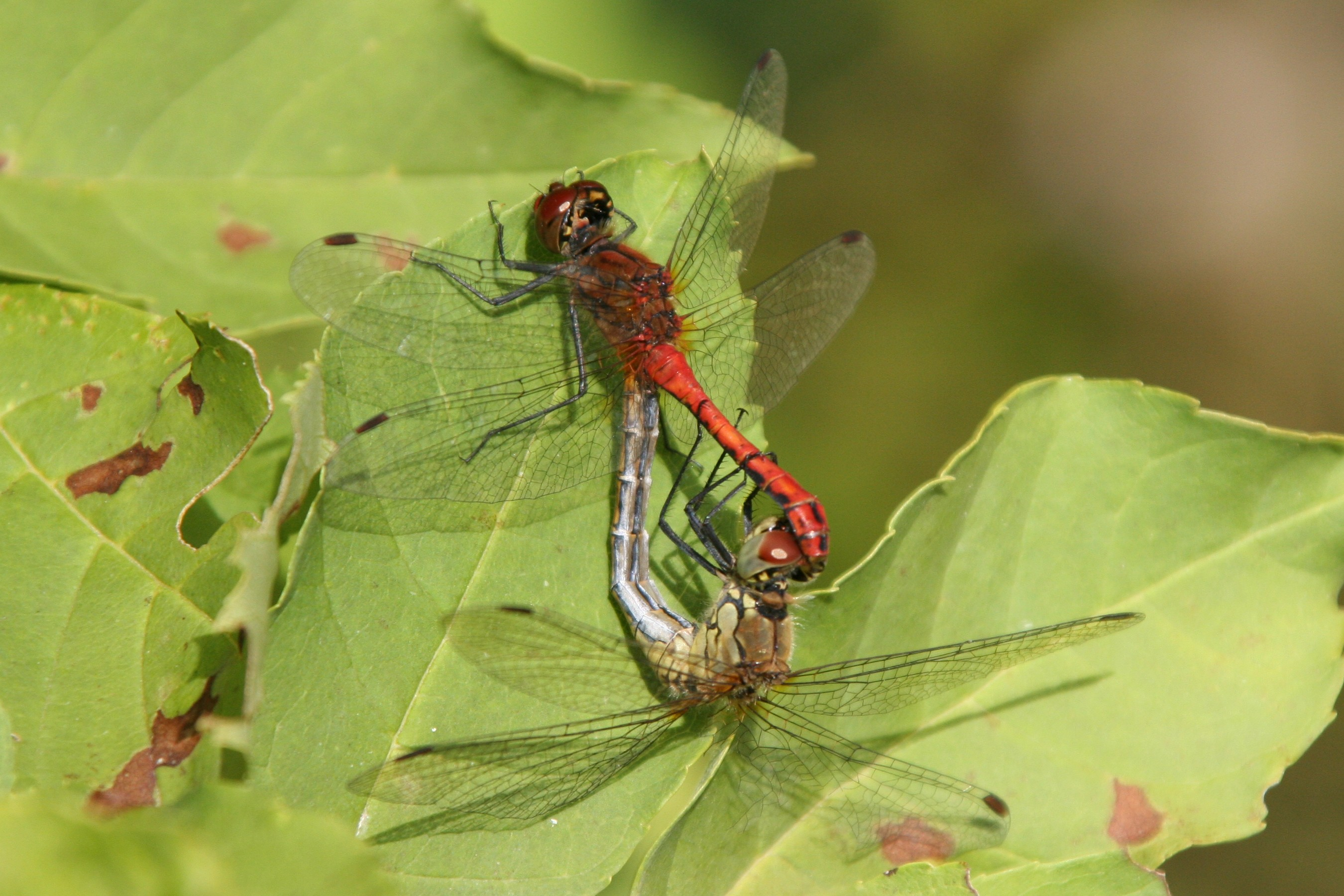
Paringstandem

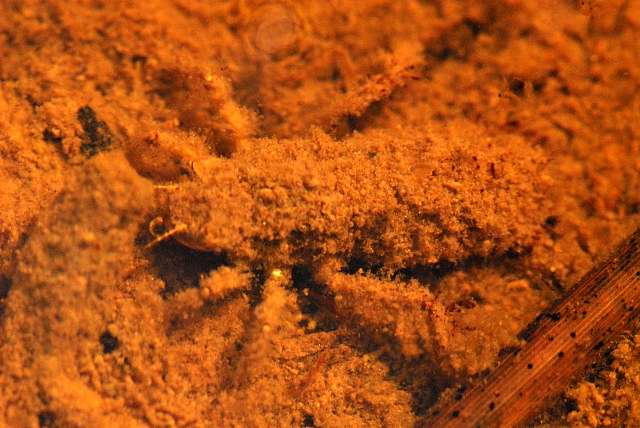
Larve, verstopt in de modder

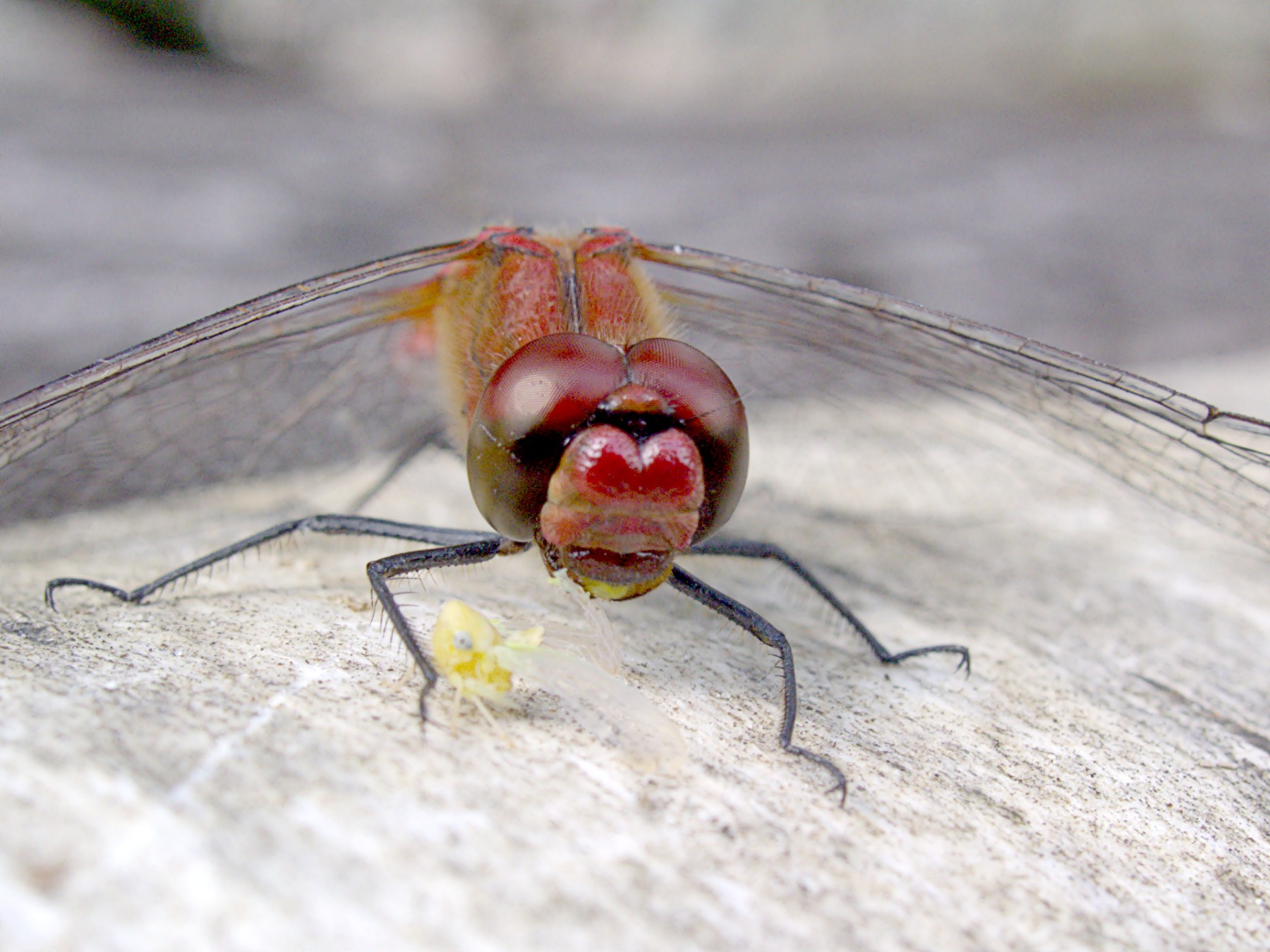
Etend mannetje

De larve leeft onder water en jaagt op kleine ongewervelden; volwassen dieren zijn ook jagers, maar houden zich voornamelijk bezig met de voortplanting. De larve is meestal nachtactief terwijl de libel alleen overdag te zien is, vooral bij zonnig weer. Als het te heet wordt neemt de libel de karakteristieke obeliskhouding aan, waarbij de lichaamspunt naar boven wordt gericht. Hierdoor vangt het lichaam minder zonlicht waardoor oververhitting van het lichaam wordt tegengegaan. Dit gedrag is wel bij andere korenbouten bekend maar niet van alle libellen.

### Voortplanting en ontwikkeling
De bloedrode heidelibel is een soort die pas relatief laat tevoorschijn komt en voornamelijk vliegt van juli tot oktober. De mannetjes wachten op een uitstekende tak bij het water op een vrouwtje om te paren. Als andere mannetjes zich aandienen worden deze verjaagd. De paring begint in de lucht en eindigt zittend. Opmerkelijk is dat de eitjes in de regel niet in het water worden afgezet, waar de larven zich ontwikkelen, maar op de oever. Hier overwinteren de eitjes in de modder om pas het volgende jaar met een flinke regenbui te worden afgevoerd naar het water. Soms worden de eitjes te ver van het water afgezet waardoor ze geen kans maken. Eitjes die in het water worden afgezet, komen waarschijnlijk nog voor de winter uit en overwinteren als larve.
De larven sluipen van eind mei tot september uit, met een piek in juli en augustus.

## Verspreiding
De bloedrode heidelibel komt voor in grote delen van Europa, met uitzondering van noordelijk Scandinavië. Ook in Groot-Brittannië komt de soort voor, vooral in het centrale en oostelijke deel, in het westen en noorden is de soort minder algemeen. In het verleden zijn waarnemingen bekend uit de omgeving van Glasgow. Ook in Ierland komt de soort overal in het land voor, met uitzondering van het uiterste noorden. De soort is vooral bekend uit De Burren en de Irish Midlands, de centrale vlakte van Ierland. Het verspreidingsgebied strekt zich oostelijk uit tot in Siberië en in zuidelijke richting tot in noordelijk Afrika. In Afrika komt de libel plaatselijk voor. In Zuidelijk Europa, rond het Middellandse Zeegebied, ontbreekt de soort in het zuidelijk deel van het Iberisch Schiereiland, Italië en de meeste Mediterrane eilanden.
De bloedrode heidelibel is in België vrij algemeen en komt verspreid over het gehele land voor. In Nederland is de soort zeer algemeen. Het is de meest voorkomende heidelibel en een van de algemenere soorten Nederlandse libellen.
De soort staat op de Rode Lijst van de IUCN als niet bedreigd, beoordelingsjaar 2007.

## Habitat
De habitat bestaat uit gebieden met stilstaande tot langzaam stromende, voedsel- en vegetatierijke wateren; er is enige tolerantie voor brakwater maar de soort is in zeekleigebieden minder algemeen. Er dient voldoende onderwatervegetatie aanwezig te zijn en boven het water uitstekende planten als riet en bies, zoals mattenbies (Schoenoplectus lacustris). De larven prefereren onderwaterplanten als lisdodde Typha en paardenstaart (Equisetum).

## Naamgeving
De wetenschappelijke naam van de soort werd in 1764 als Libellula sanguinea gepubliceerd door Otto Friedrich Müller.

### Synoniemen
- Libellula angustipennis Stephens, 1835[6]
- Libellula basalis Stephens, 1835
- Diplax armeniaca Selys, 1884

## Afbeeldingen

Vrouwtjes
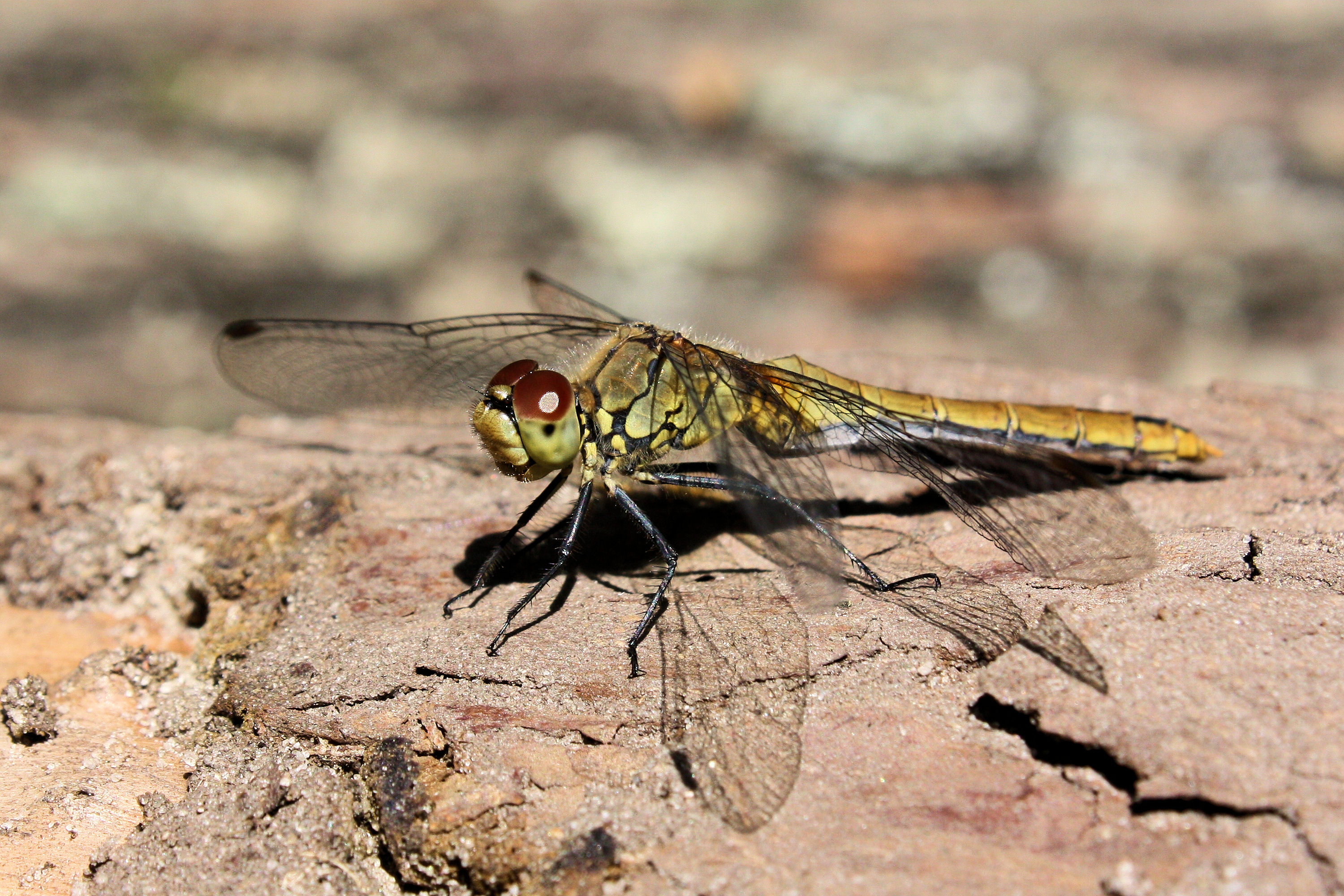
Rustend vrouwtje
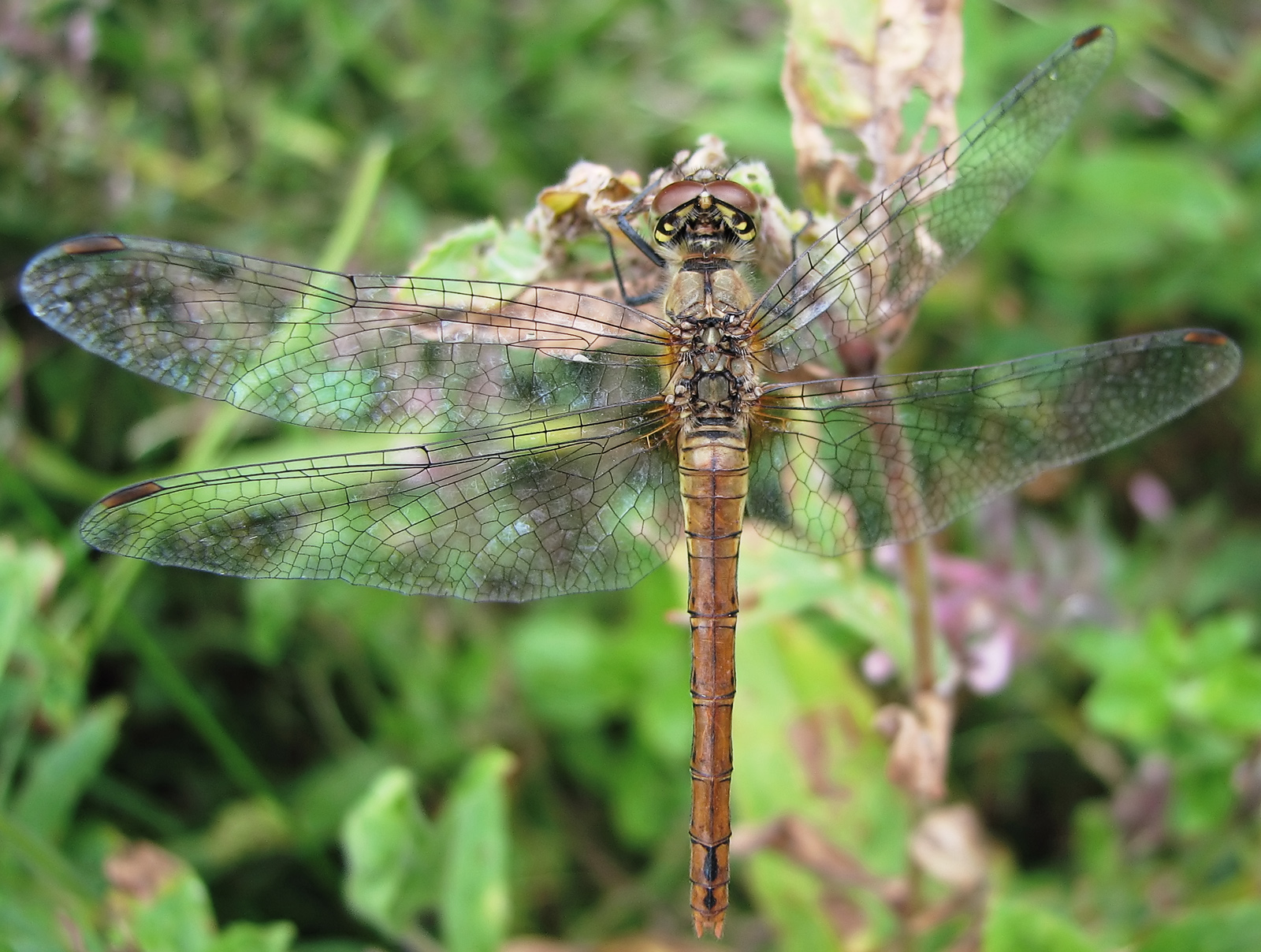
Bovenzijde
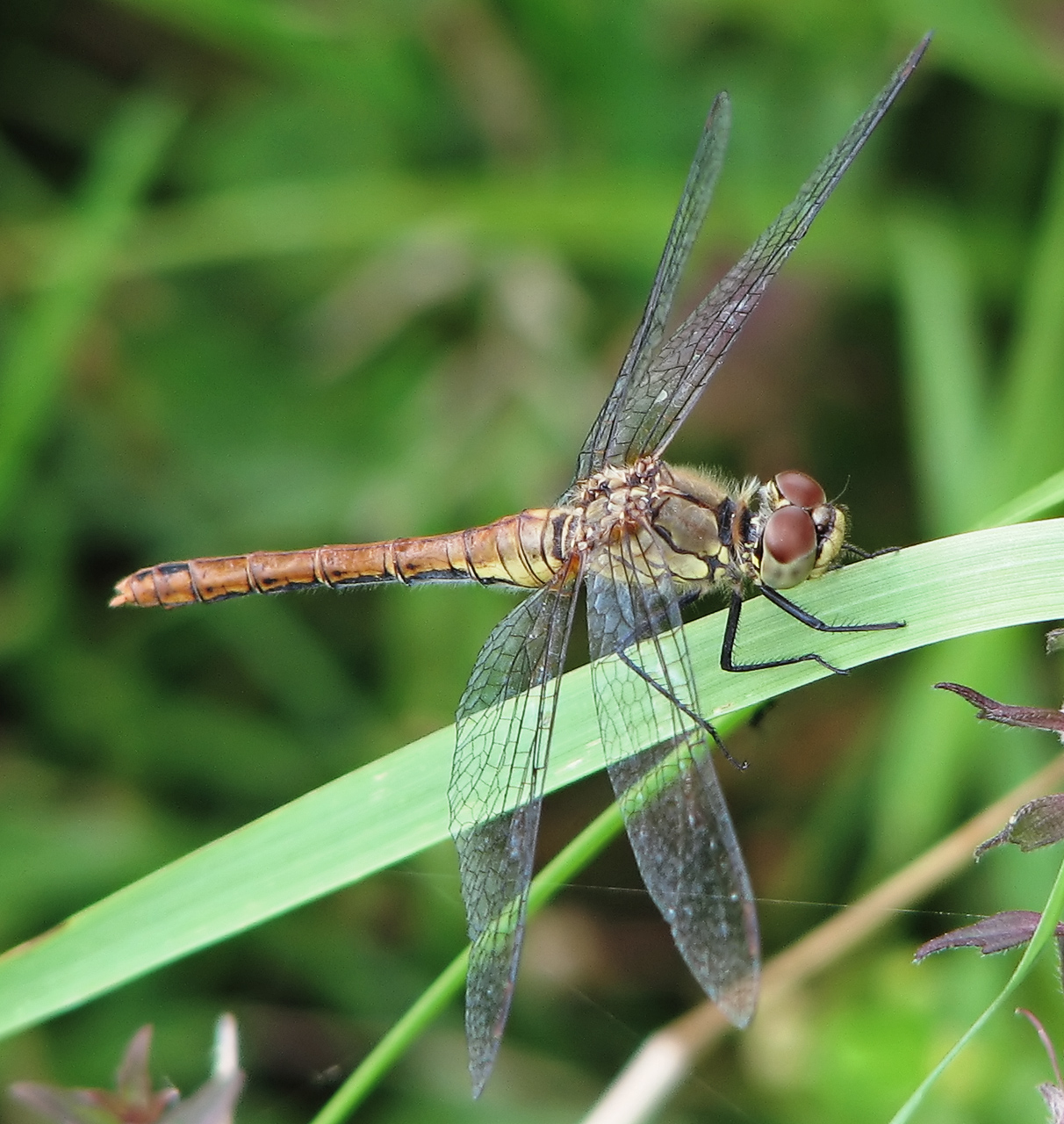
Zij-aanzicht

Mannetjes
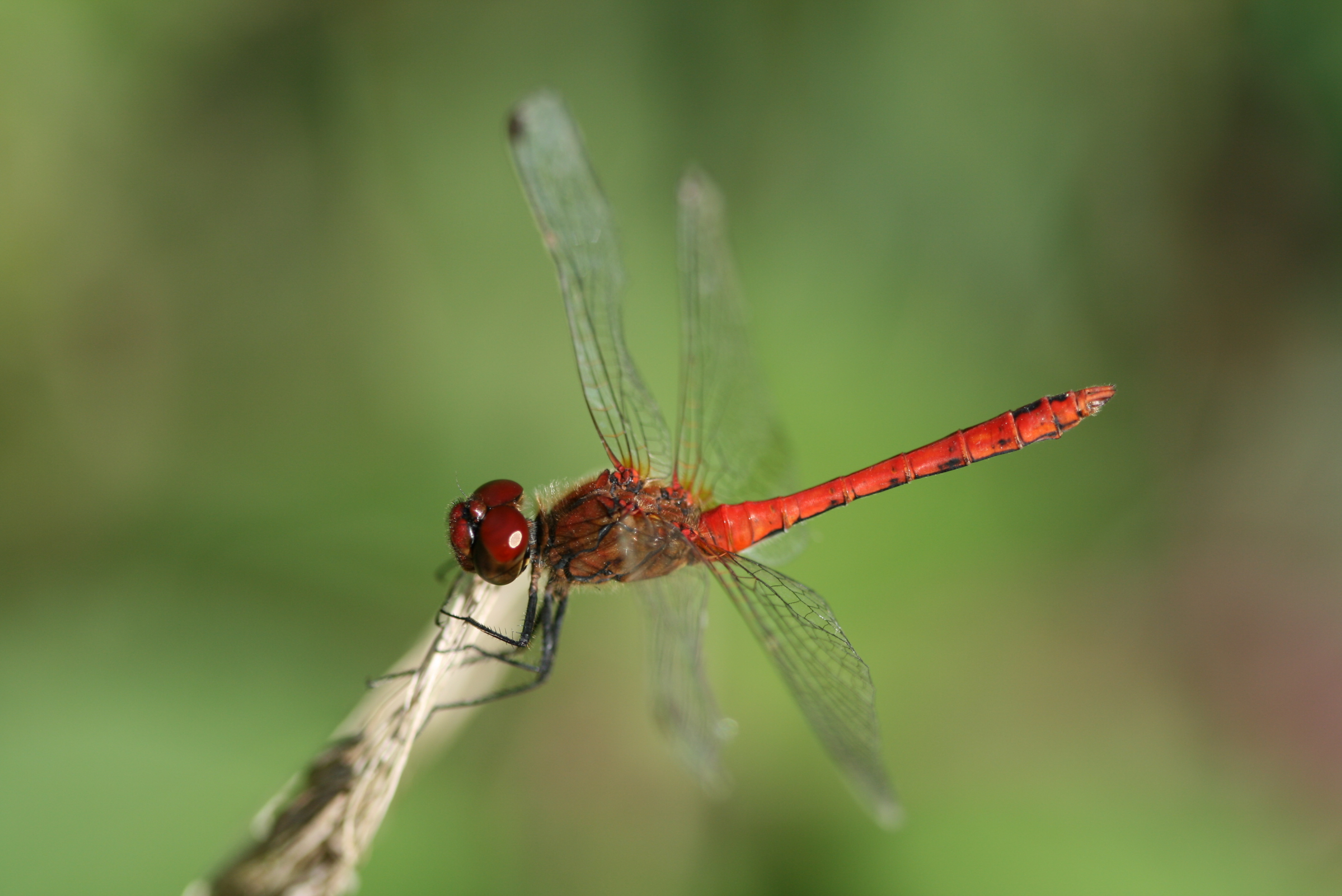
Achterlijf
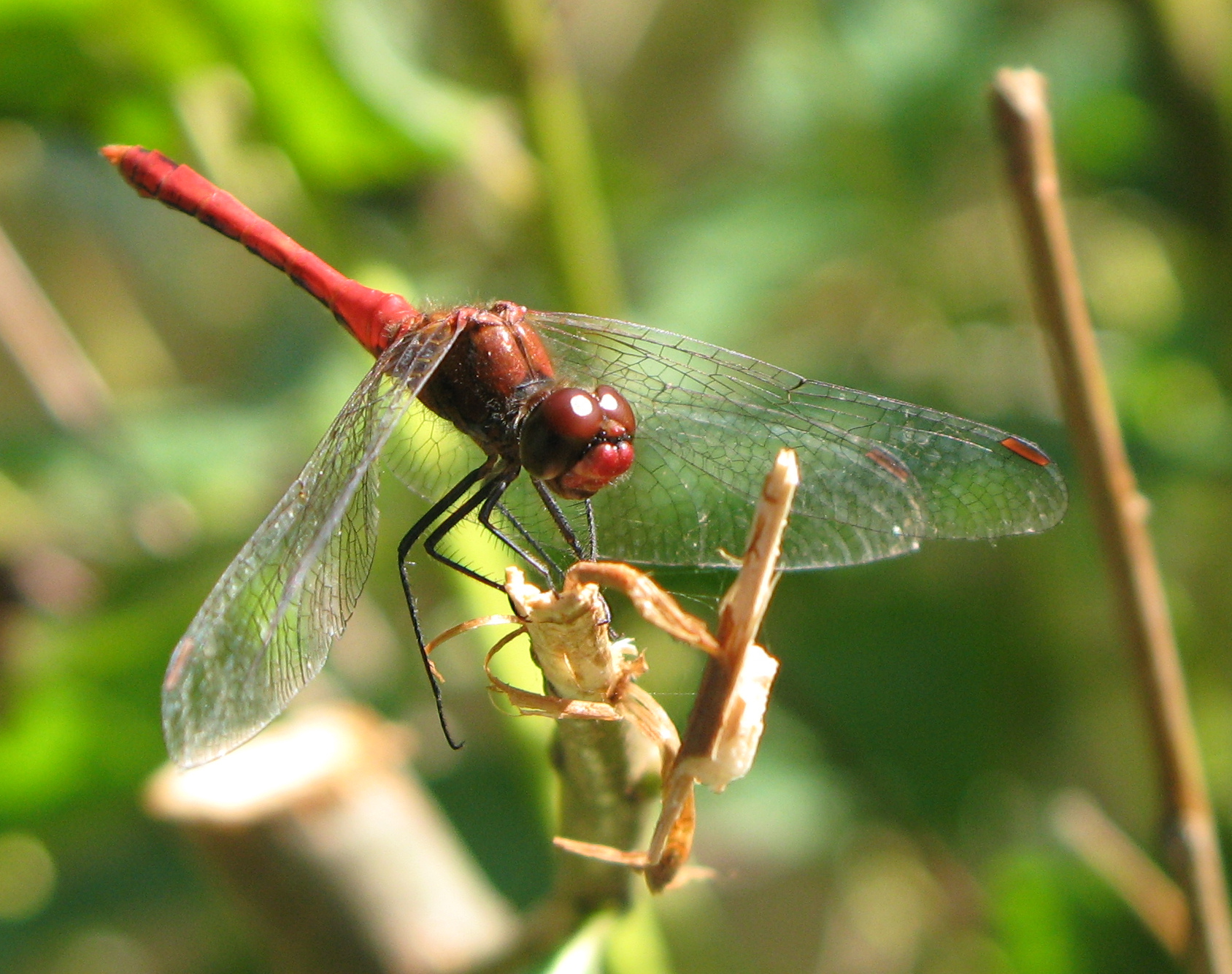
Met zichtbare pterostigma
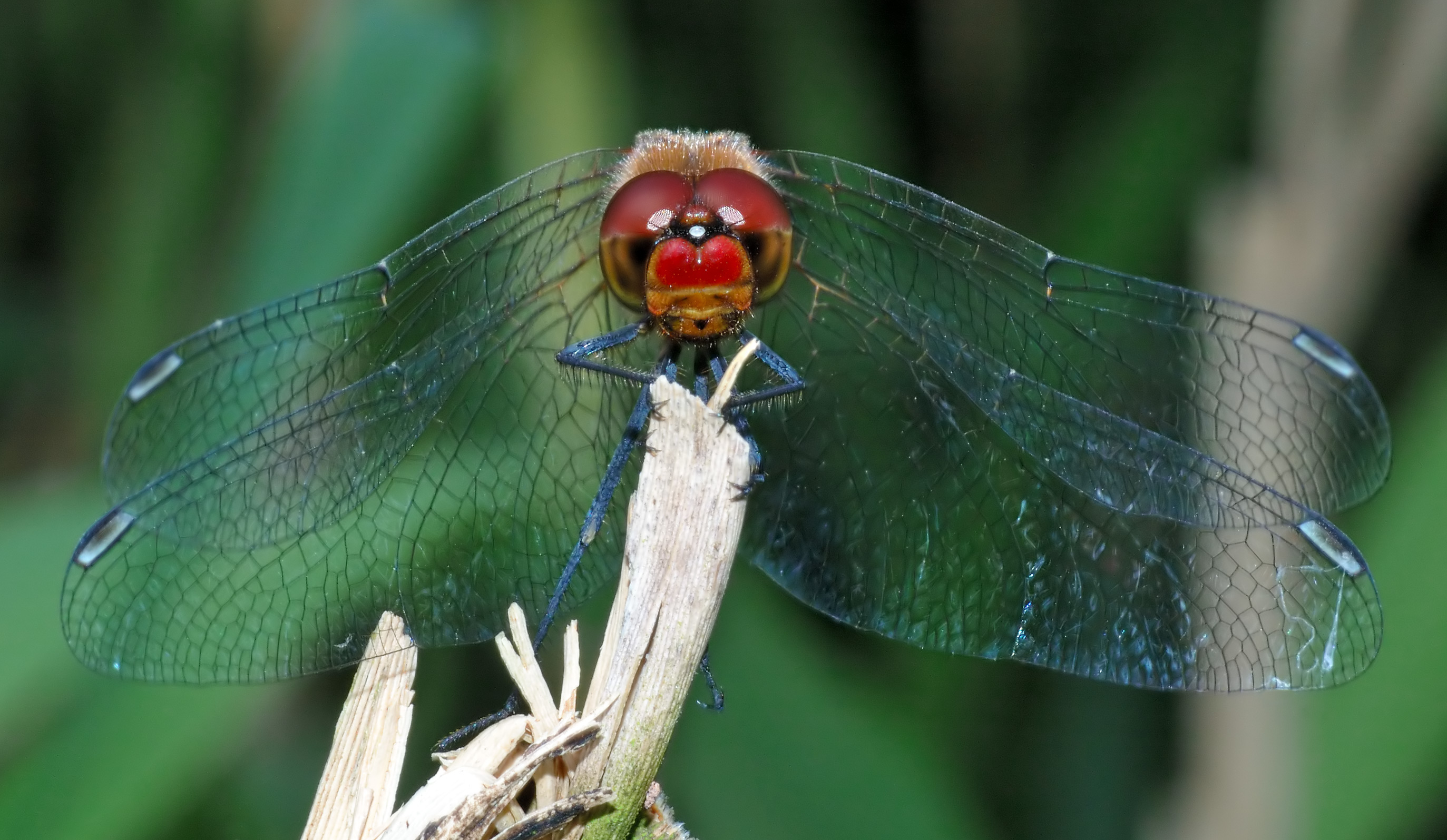
Vooraanzicht
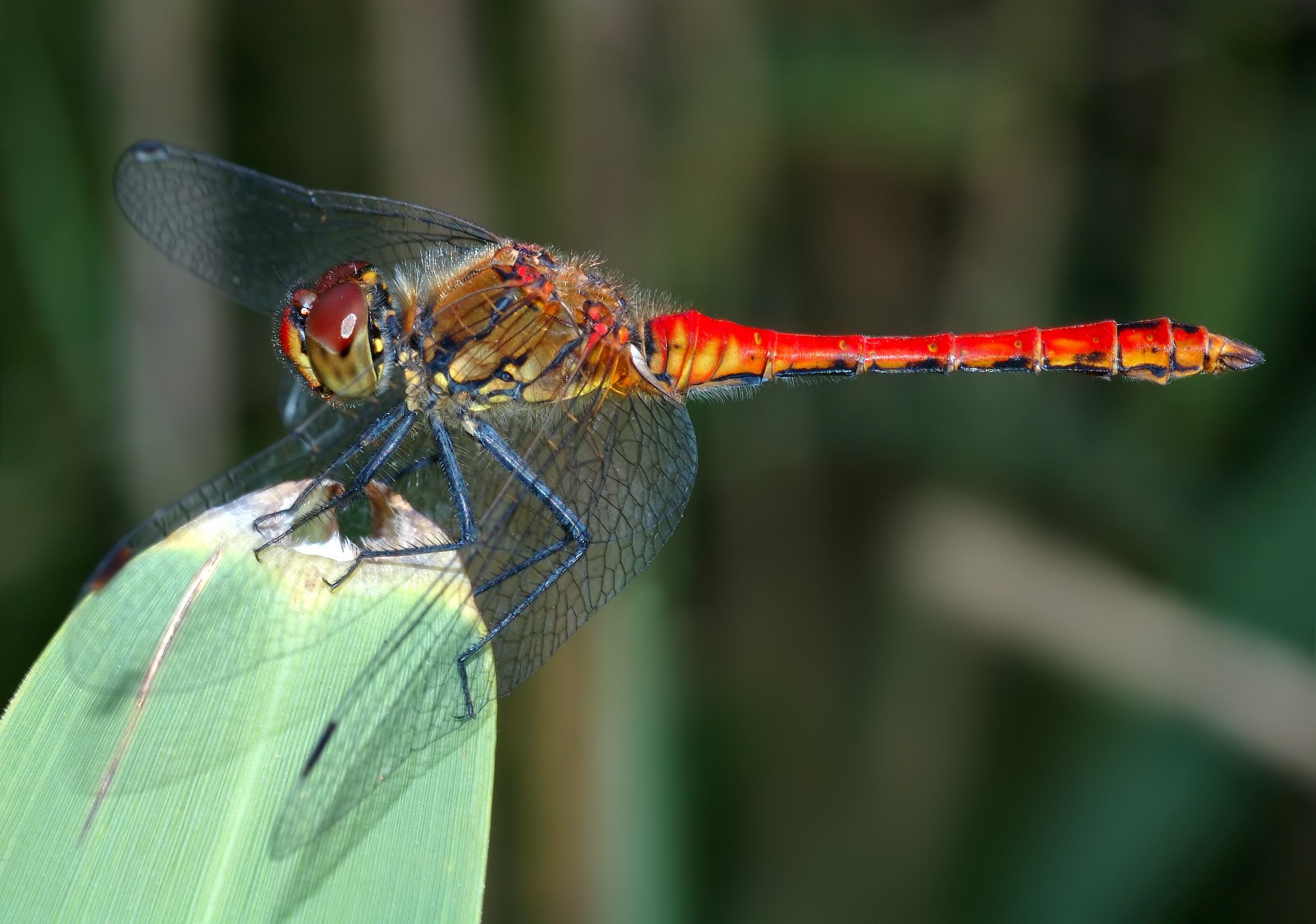
Zij-aanzicht

Levenswijze
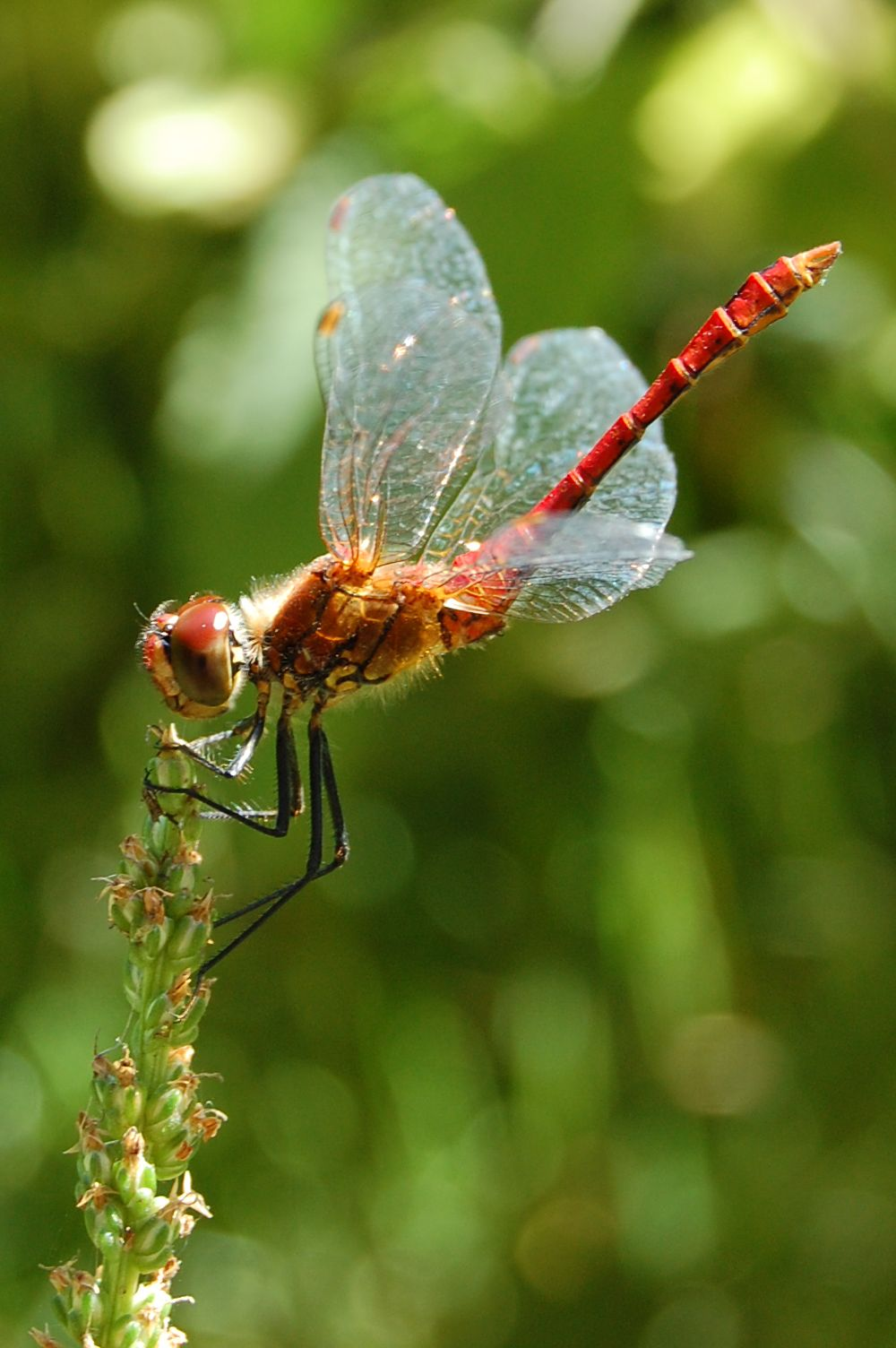
Mannetje in obelisk-houding
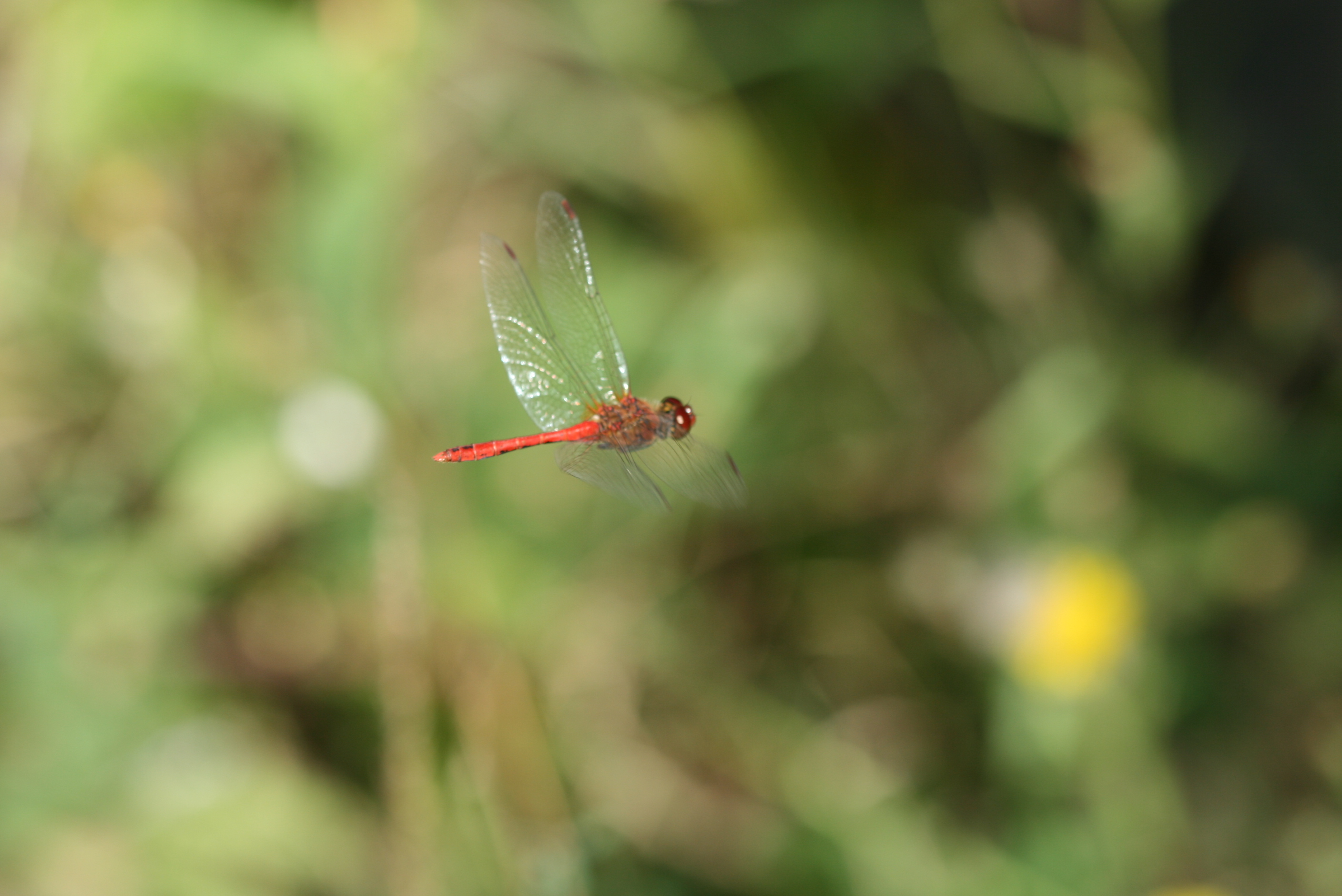
Vliegend mannetje
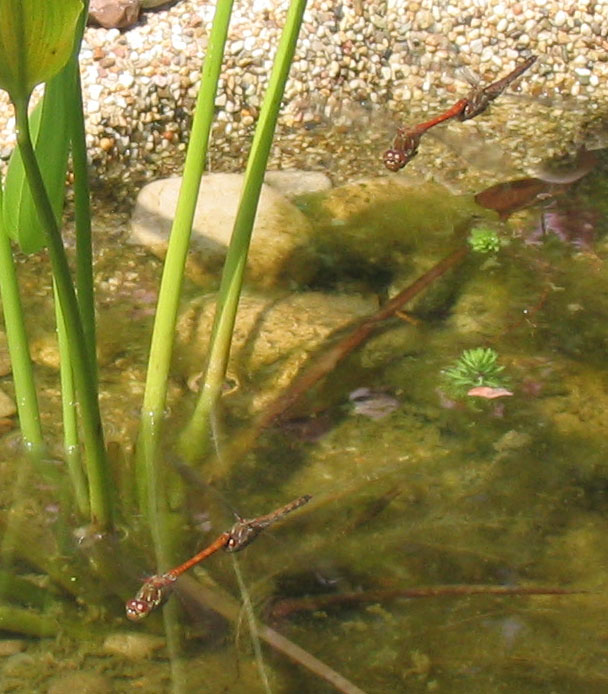
Twee paartjes boven het water
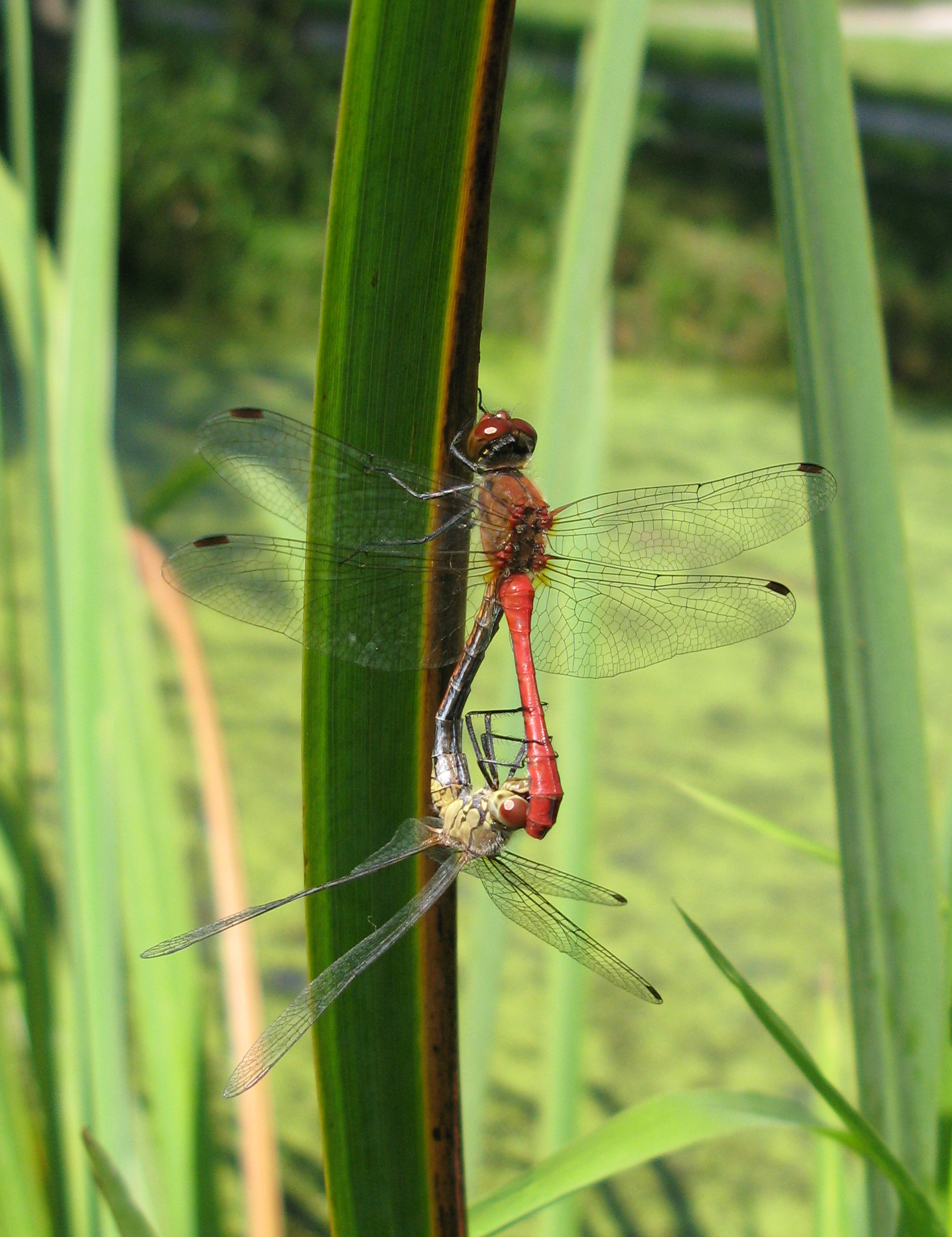
Paringstandem